# Botwina

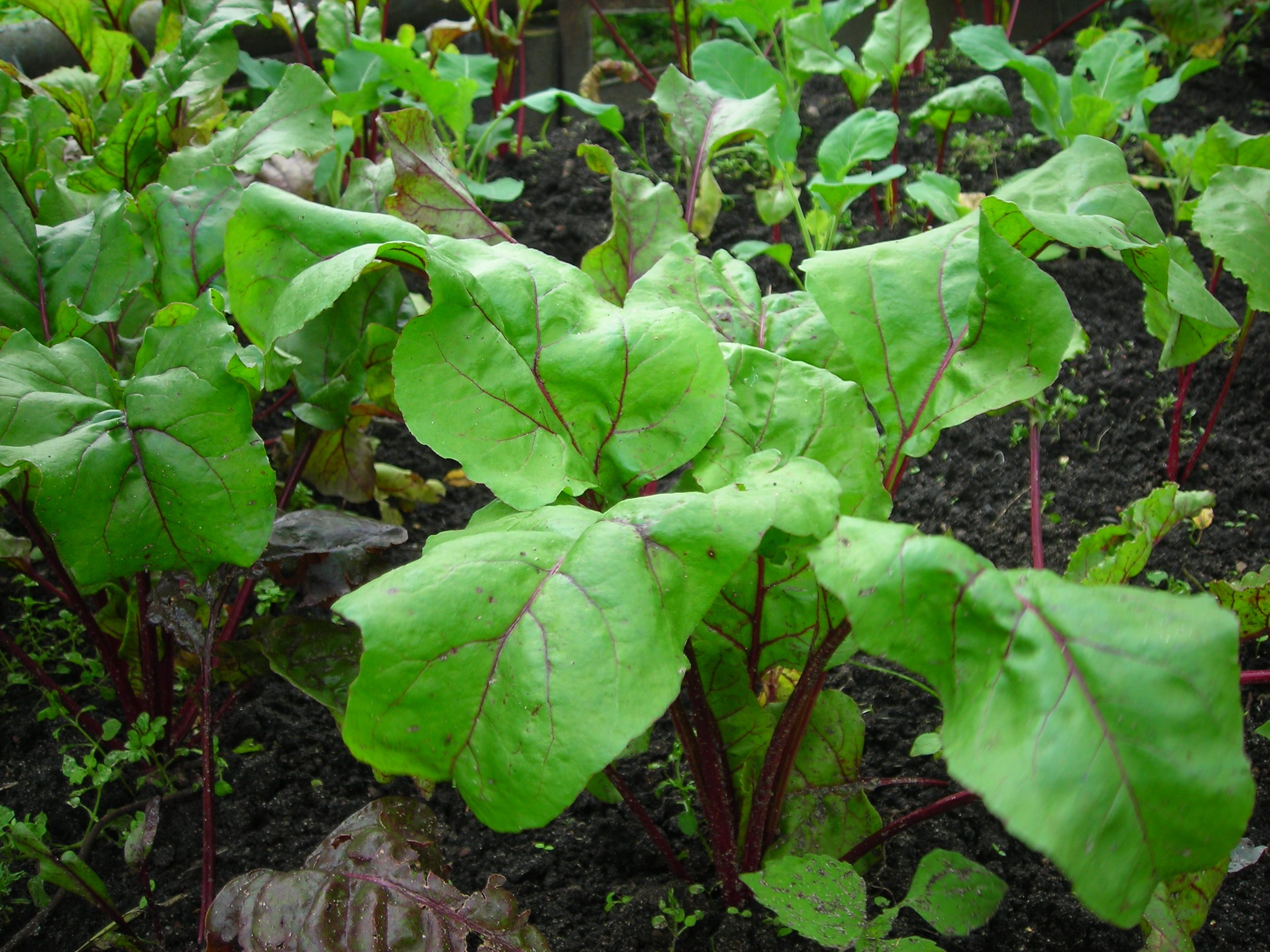
Młode liście buraka ćwikłowego

Botwina, botwinka – młode liście i korzenie buraka ćwikłowego. W kuchni stosowane przede wszystkim do zup, a także sałatek i potraw duszonych.
Nazwą „botwinka” określa się również zupę, której jest głównym składnikiem. Botwina jest też dodawana do chłodników oraz barszczy. Jest także wykorzystywana do sałatek oraz potraw duszonych.